# Karthalo (Sohn des Malchos)
Karthalo (punisch Qrtḥlṣ „Mlqrt hat gerettet“; altgriechisch Καρθάλων Karthálōn) war der Sohn des karthagischen Heerführers Malchos und Oberpriester des Mlqrt um die Mitte des 6. Jahrhunderts v. Chr.
Als Malchos bald nach der Mitte des 6. Jahrhunderts v. Chr. beim Versuch, militärisch auf Sardinien einzugreifen, in schweren Kämpfen gegen die Sarden unterlag, wurden er und die überlebenden Soldaten auf Beschluss der karthagischen Volksversammlung verbannt. Daraufhin belagerte Malchos Karthago. Während dieser Belagerung kehrte sein Sohn aus Tyros zurück, wo er den zehnten Teil der karthagischen Beute aus der Plünderung Siziliens abgeliefert hatte. Malchos bat ihn, auf ihn zu warten, doch schätzte Karthalo seine religiösen Verpflichtungen der Stadt gegenüber höher als die private Bindung an seinen Vater.
Einige Tage später kehrte er mit Erlaubnis des karthagischen Volkes in vollem Priesterornat, in Purpur und Gold gewandet, zu seinem Vater zurück, der sich über dieses Auftreten und den zur Schau gestellten Reichtum angesichts seiner eigenen Lage empörte. Malchos ließ nun seinerseits alle väterliche Rücksichtnahme fahren und ordnete als Feldherr die Kreuzigung seines Sohnes an, und zwar an einem so hohen Kreuz, dass es von der Stadt aus zu sehen war. Bald darauf nahm Malchos die Stadt ein. Überliefert sind die Ereignisse lediglich bei Marcus Iunianus Iustinus, der sich nach eigener Darstellung auf Pompeius Trogus beruft, und Orosius.